# Токоизправител
Токоизправителят е електрическо устройство което преобразува променливия ток (AC) в дадена верига в постоянен (DC). Процесът е известен като токоизправяне. Той присъства като основна част в захранващите блокове на електроуредите и електронната техника. Електрическата схема на токоизправителя позволява мрежовото променливо захранващо напрежение да се преобразува до постоянно. Това се реализира по различни начини – със селенови токоизправители, (набор от селенови клетки /остарял метод/) или полупроводникови диоди, с лампов диод (популярен с името кенотрон), с живачни изправители и др. В зависимост от потребностите и изискванията за последващо използване на това електрическо захранване, се прилагат различни схеми за намаляване нивото на пулсациите чрез прилагане на филтърни групи съставени от кондензатори и индуктивни елементи (дросели), които невинаги са неотменна част от токоизправителя.
Устройство, което изпълнява обратната функция (преобразува постоянния в променлив ток), се нарича инвертор и обикновено е с много по-сложна схема.

## Устройство
Почти всички токоизправители се състоят от различен брой диоди или тиристори включени в определена схема. Това се прави за по-ефективно преобразуване на променливата съставка в постоянен поляритет. В този смисъл два са основните метода за преобразуване на електрическата енергия. Схема с еднопътно изправяне и схема двупътно изправяне. Ефективността на еднопътното изправяне не е голяма. Използва се само единия период от енергията на променливия електрически ток. Това е по-евтина и проста схема на токоизправяне и се прилага за захранване на маломощни електронни консуматори, без високи изисквания към пулсациите на изправеното напрежение.
Двупътното изправяне се реализира с повече от един електронен елемент. При двупътното изправяне в първия период се пропускат към товара само вълните с положителна полярност. Във втория полупериод обратно, пропущат се вълните с отрицателна полярност, но в товара и двете полувълни течът в една и съща посока. Тази схема позволява пропускането и на двете полувълни на променливото напрежение, което двойно увеличава не само електрическата енергия във веригата на консуматора, но и значително подобрява качеството на полученото напрежение. За намаляване на пулсациите на изправеното напрежение се практикува изправяне от 3, 6, 12 броя фази.

## Видове

### Еднополупериодни изправители
При еднополупериодните токоизправители единият полупериод на захранващото напрежение се пропуска а другият е блокиран от диода. Тъй като само едната половина бива пропусната, в изправеното напрежение има паузи, което го прави неефективен за употреба при захранване от ел. мрежа (с честота 50 или 60 Hz). Също така внася хармоници (между другото всички токоизправители без специални коректори внасят хармоници) и изкривявания в захранващата мрежа, тъй като електроенергия се консумира само през единия полупериод на мрежовото напрежение. Когато е мощен, при еднопътния изправител, блокираният полупериод е нежелан за захранващия го трансформатор, защото се появява нежелано намагнитване на магнитопровода му. Еднополупериодно токоизправяне може да се постигне с един диод в еднофазово захранване или от три диода във всяка фаза при трифазно еднополупериодно изправяне.

### Двуполупериодни изправители
При двуполупериодните изправители се използват и положителният и отрицателният полупериод на входното напрежение. Мостовият изправител се състои от четири диода, свързани както е показано на фигурата. При трифазно изправяне се използва схема „Ларионов“, състояща се от 6 изправителни елемента/диода.
Друга разновидност на двуполупериоден изправител е изправител със средна точка на трансформатора или двуфазен еднополупериоден изправител. При еднофазна променливотокова мрежа, трансформатора има вторична намотка разделена на две, от вторичната си страна той образува двуфазна система напрежения, дефазирани на 180 електрически градуса помежду си (т.е. са „противофаза“ едно спрямо друго) между краищата на двете вторични намотки и общата им (средна) точка. Тогава са необходими само два диода свързани с катодите си към товара и анодите към краищата (при изправяне на положителната полувълна) на двете вторични намотки на трансформатора. Действието на двуполупериодния изправител и неговите характеристики са идентични с тези на мостовия (Грец) изправител. Единствената разлика се състои в това, че всеки диод трябва да издържа сумата от напреженията на двете вторични полунамотки на трансформатора (2,82 U0). В един момент изправителният елемент е подложен на максималната стойност на сумата от напреженията на двете намотки.